# Madiha Yousri
Madiha Yousri (en árabe: مديحة يسري‎), de soltera Ghanima- Habib Khalil, (El Cairo, 3 de diciembre de 1921-El Cairo, 29 de mayo de 2018) fue una actriz de cine y televisión egipcia. 

## Biografía

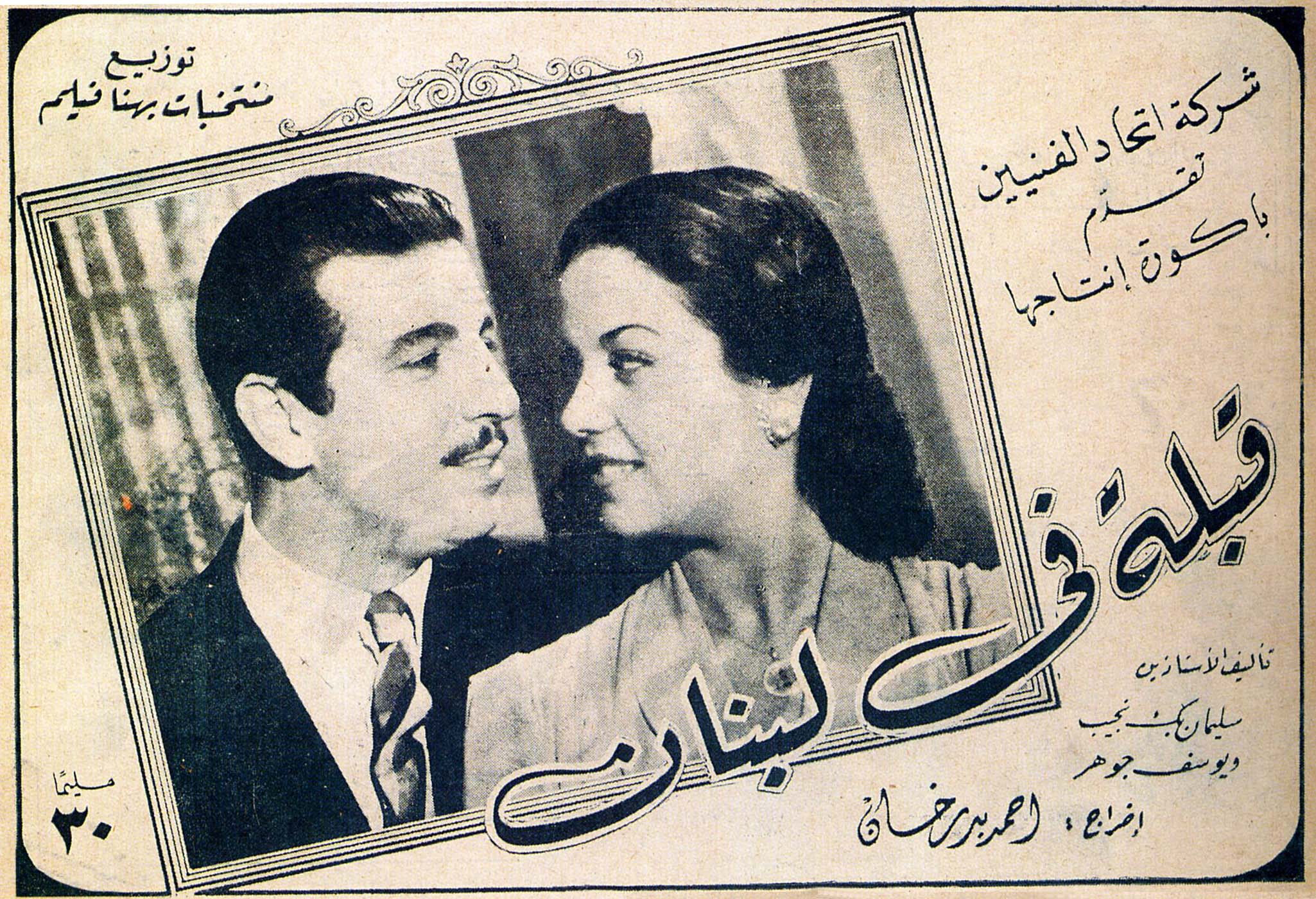
Madiha Yousri con Anwar Wagdi en el cartel de la película Kubla fi Lubnan

Fue descubierta por el director egipcio Mohammed Karim.
Era conocida por sus papeles románticos en el cine egipcio, así como por su participación en muchas series de televisión interpretando principalmente personajes de madre o abuela. 
En 1969 fue miembro del jurado del VI Festival Internacional de Cine de Moscú.
Falleció a los 96 años, el 29 de mayo de 2018, en un hospital local tras sufrir una enfermedad crónica.

## Filmografía seleccionada
- 1947 - Azhar wa Ashwak (أزهار وأشواك)
- 1952 - Lahn al-Kholood (لحن الخلود)[5]